# 존 페트루치
존 페트루치(영어: John Petrucci, 1967년 7월 12일 ~ )는 미국의 기타리스트, 작곡가이며 프로그레시브 메탈 밴드 드림 시어터의 창단 구성원으로 잘 알려져 있다. 그의 밴드 동료인 마이크 포트노이와 함께 1999년 발매작 Metropolis Pt.2 : Scenes from a Memory 이후 발매된 모든 드림시어터의 프로듀서를 같이 맡고 있다. 페트루치는 또한 G3 투어의 제3 기타리스트로 여섯 번 참여했으며 이는 다른 어떤 객원 멤버들보다도 많은 횟수이다.